# Bahnhof Iwakura
Der Bahnhof Iwakura (jap. 岩倉駅, Iwakura-eki) ist ein Bahnhof auf der japanischen Insel Honshū. Er wird von der Bahngesellschaft Meitetsu (Nagoya Tetsudō) betrieben und befindet sich in der Präfektur Aichi auf dem Gebiet der Stadt Iwakura nördlich von Nagoya.

## Verbindungen
Iwakura ist ein Zwischenbahnhof und ehemaliger Trennungsbahnhof an der Meitetsu Inuyama-Linie an der Meitetsu Toyota-Linie der Bahngesellschaft Meitetsu, die Nagoya mit Inuyama und Kakamigahara verbindet. Sämtliche auf dieser Strecke verkehrenden Züge halten hier. Besondere Bedeutung haben die während der Hauptverkehrszeit fahrenden µSky-Schnellzüge von Shin-Unuma über Meitetsu Nagoya und Ōtagawa zum Flughafen Chūbu. Hinzu kommen drei Gattungen von Eilzügen im Halbstundentakt mit unterschiedlichen Streckenverläufen. Die Rapid Limited Express verbinden Shin-Unuma mit Meitetsu Nagoya, Chiryū und Bahnhof Toyohashi, die Express verkehren von Shin-Unuma über Meitetsu Nagoya und Ōtagawa nach Kōwa, die Semi Express von Shin-Kani über Inuyama, Meitetsu Nagoya und Ōtagawa zum Flughafen Chūbu. Nahverkehrszüge mit Halt an allen Bahnhöfen verkehren im Halbstundentakt von Inuyama bis Iwakura und von dort aus weiter alle 15 Minuten via Meitetsu Nagoya und Chiryū nach Higashi-Okazaki.
Iwakura ist ein Knotenpunkt des lokalen und regionalen Busverkehrs. Vom östlichen Bahnhofsvorplatz aus verkehren sieben Linien von Meitetsu Bus, vom westlichen Bahnhofsvorplatz aus zwei weitere.

## Anlage
Der Bahnhof steht am Rand der Innenstadt, an der Grenze zwischen den Stadtteilen Sakaemachi im Westen und Shimohonmachi im Osten. Gemischte Geschäfts- und Wohnvierteln prägen die Umgebung. Die ebenerdige Anlage ist von Süden nach Norden ausgerichtet und umfasst fünf Gleise, von denen vier dem Personenverkehr dienen. Sie liegen an zwei überdachten Mittelbahnsteigen. Hinzu kommt in Richtung Norden ein stumpf endendes Ausziehgleis zwischen den beiden Streckengleisen, das zum Wenden von Zügen genutzt wird. Es gibt kein eigentliches Empfangsgebäude mehr; stattdessen sind die Publikumseinrichtungen entlang der breiten West-Ost-Fußgängerunterführung angeordnet. Von dort aus erfolgt der Zugang zu den Bahnsteigen über Treppen und Aufzüge.
Im Fiskaljahr 2019 nutzten durchschnittlich 24.486 Fahrgäste täglich den Bahnhof.

## Bilder

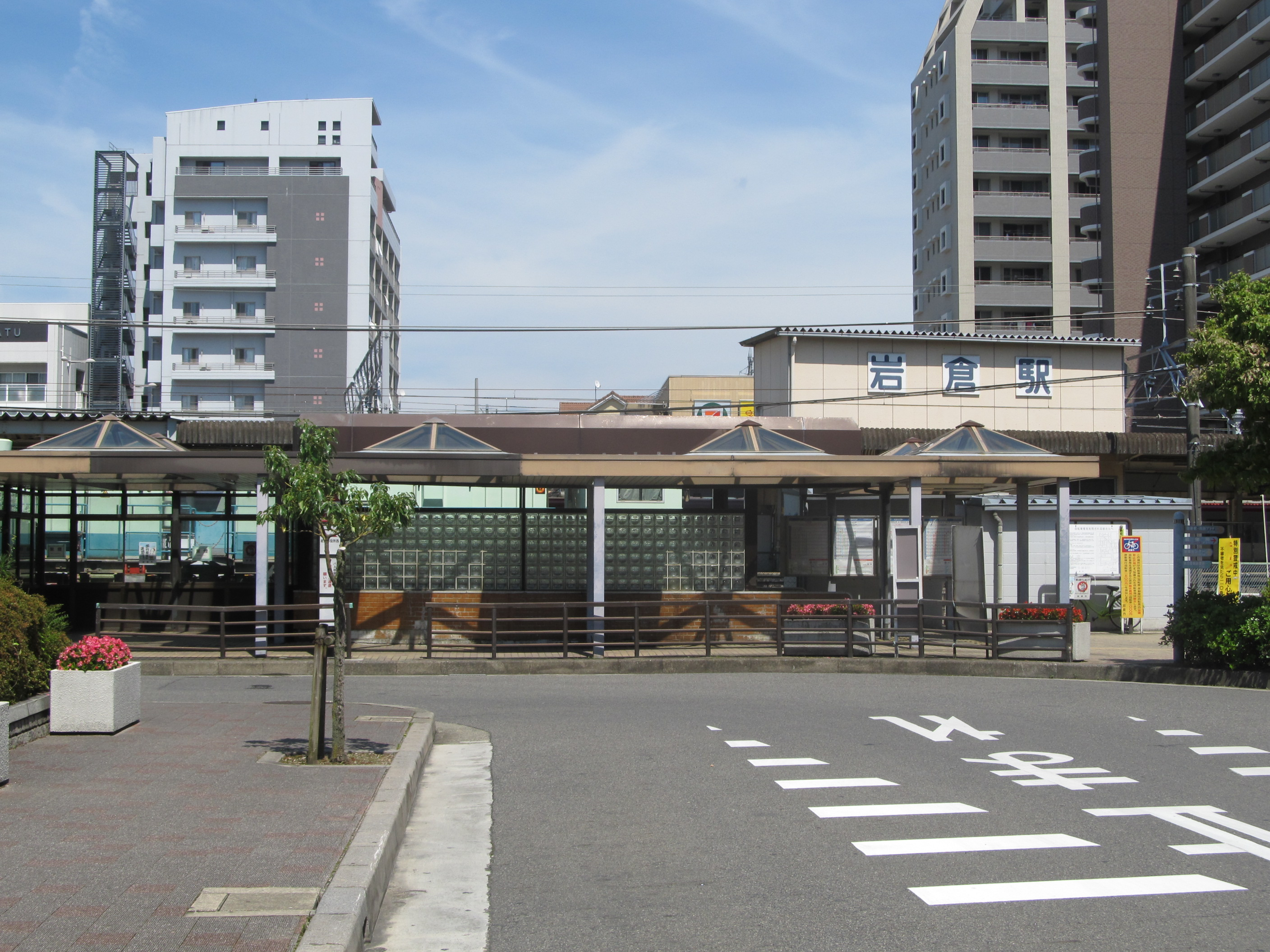
Westeingang
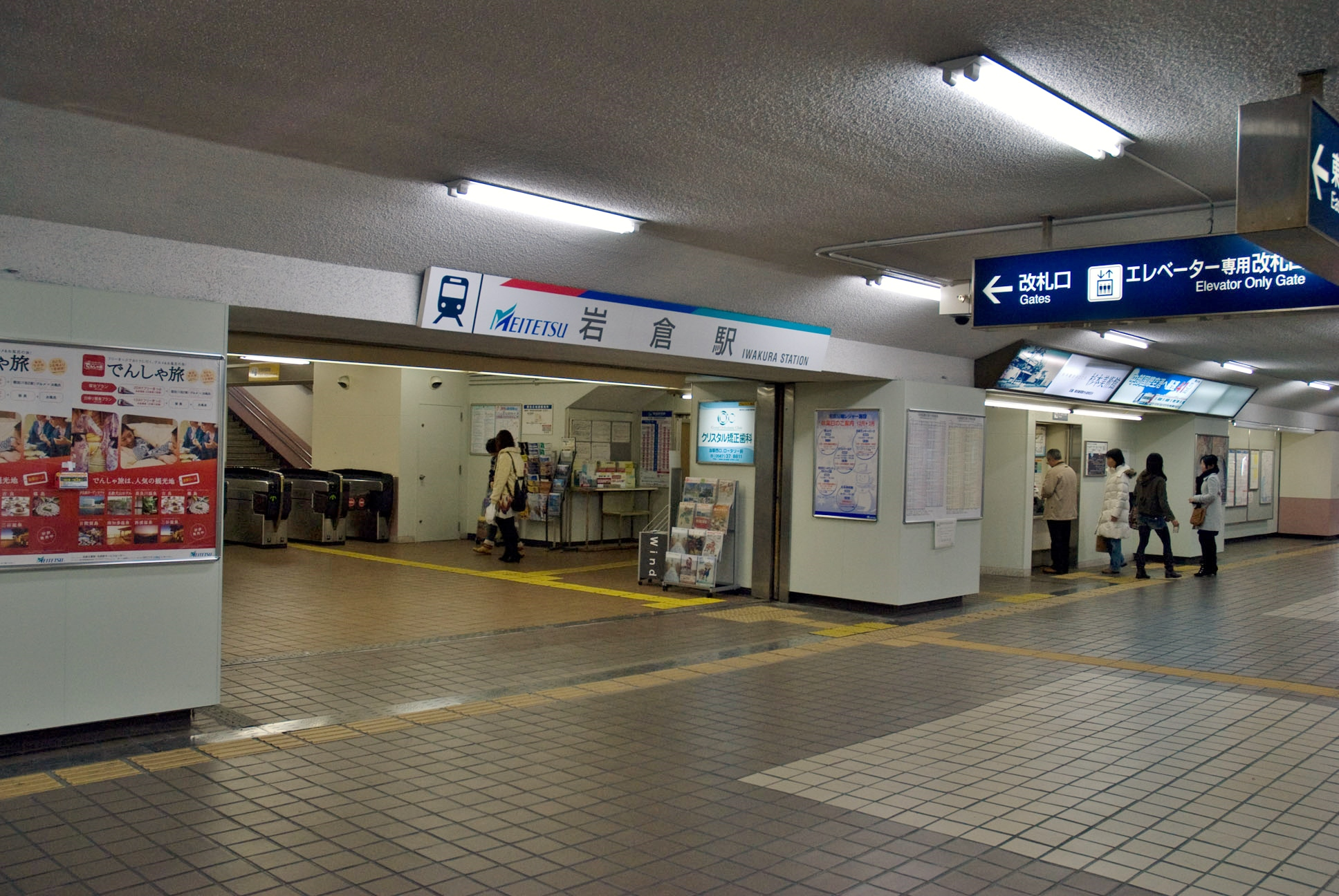
Fußgängerunterführung
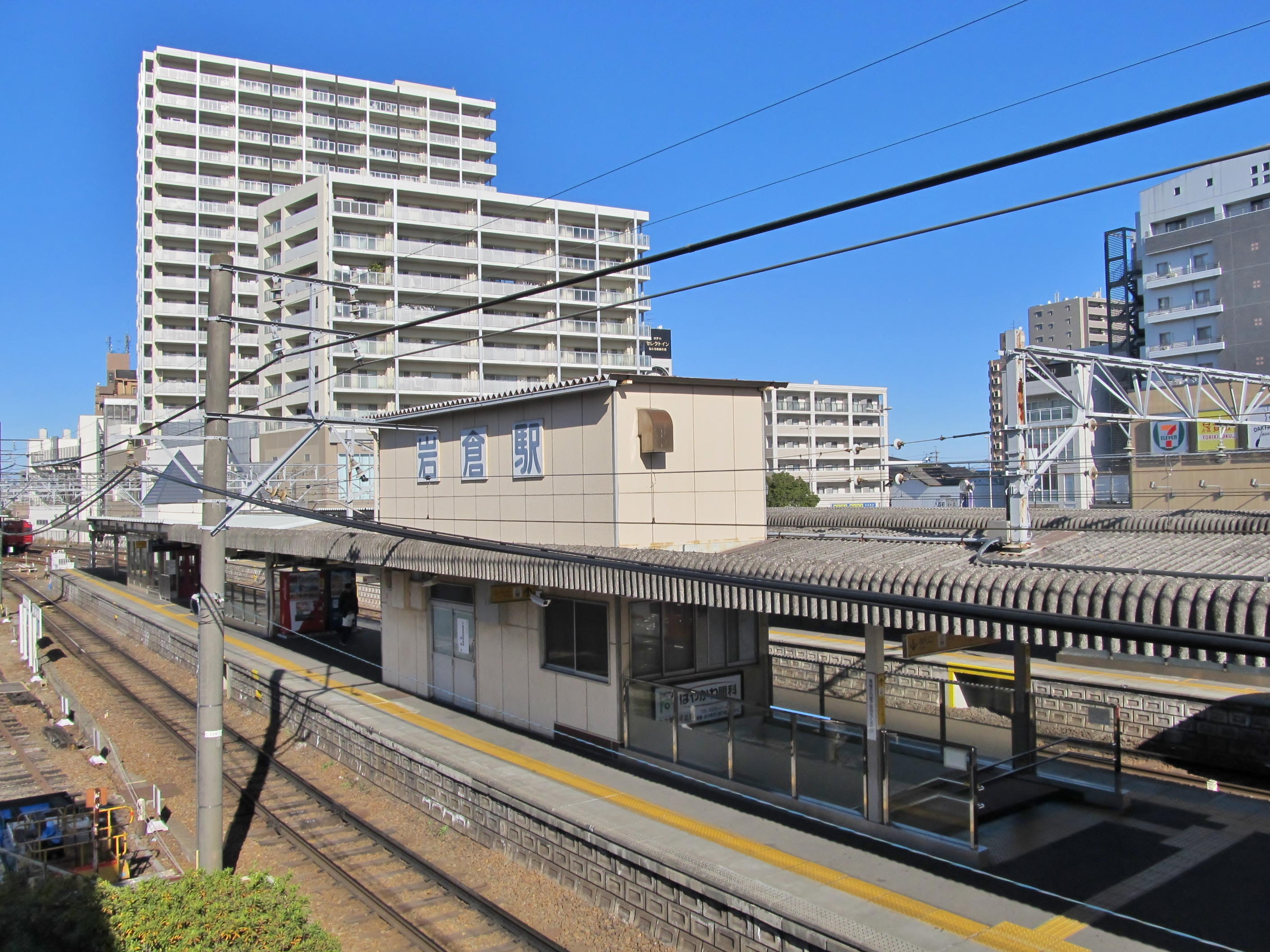
Bahnsteige
Gleisplan
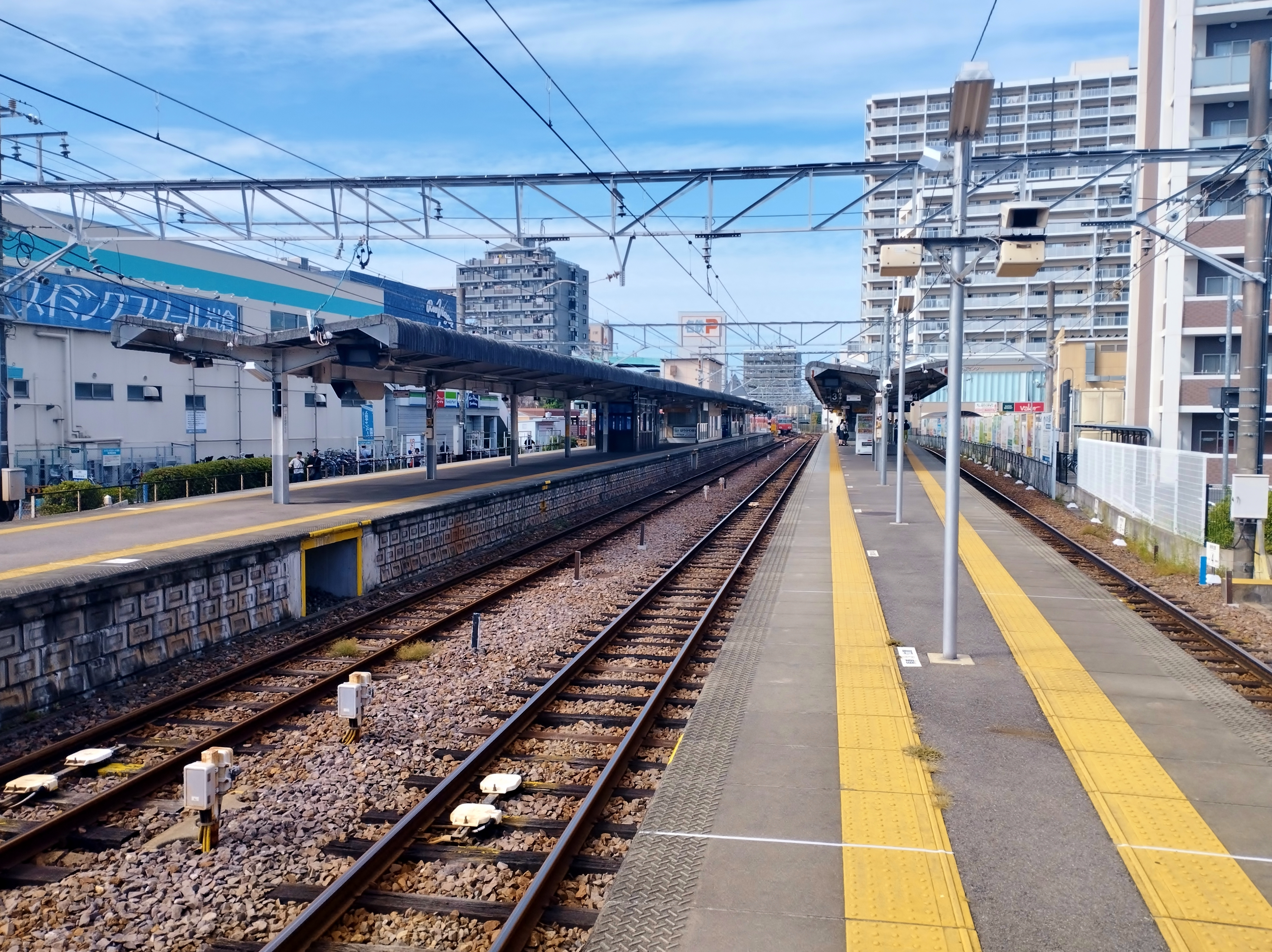
Bahnsteig
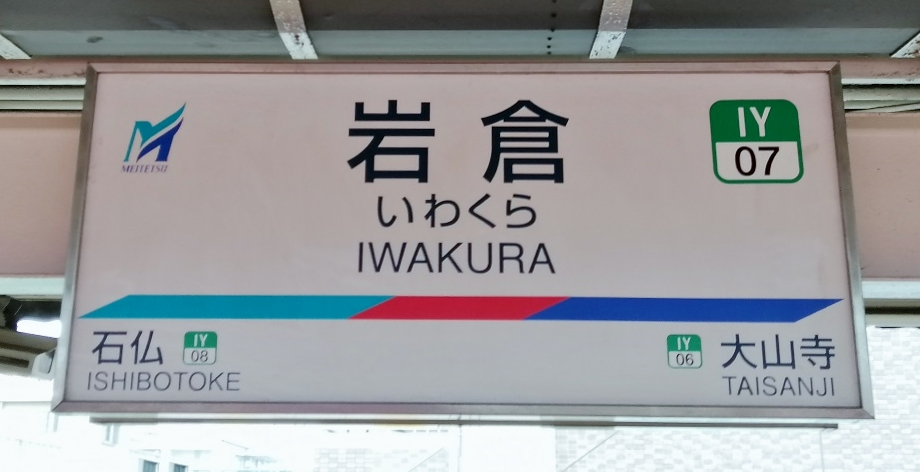
Bahnhofsschild

## Gleise
| 1/2 | ▉ Meitetsu Inuyama-Linie | Inuyama • Shin-Unuma       |
| 3/4 | ▉ Meitetsu Inuyama-Linie | Meitetsu Nagoya • Kanayama |

## Linien
| Verlauf der Meitetsu Inuyama-Linie |
| --- |
| Biwajima-Gleisdreieck • Shimo-Otai • Naka-Otai • Kami-Otai • Nishiharu • Tokushige-Nagoyageidai • Taisanji • Iwakura • Ishibotoke • Hotei • Kōnan • Kashiwamori • Fusō • Kotsuyōsui • Inuyamaguchi • Inuyama • Inuyama-Yūen • Shin-Unuma |

## Geschichte

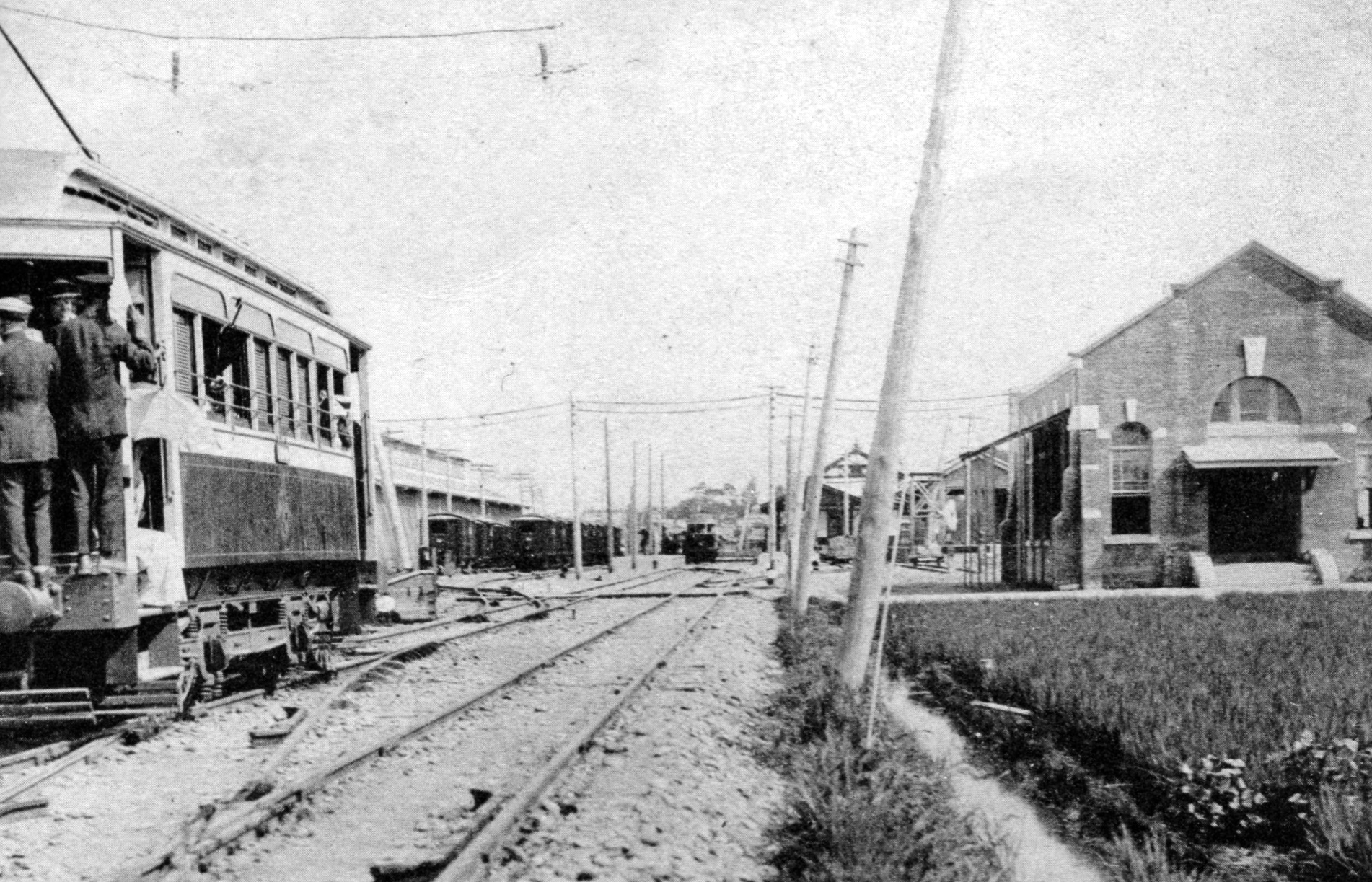
Der Bahnhof im Jahr 1912

Die Bahngesellschaft Nagoya Denki Tetsudō eröffnete den Bahnhof am 6. August 1912, zusammen mit der Inuyama-Linie zwischen dem Biwajima-Gleisdreieck und Inuyama. Am selben Tag nahm sie auch den ersten Abschnitt der hier abzweigenden Ichinomiya-Linie zwischen Iwakura und Nishi-Inden in Betrieb. Ab 1914 war auch der Bau der Iwakura-Zweiglinie nach Komaki geplant, wegen der wirtschaftlichen Auswirkungen des Ersten Weltkriegs verzögerte sich deren Eröffnung jedoch bis zum 23. September 1920. Zwischen dem Bahnhof und den Abzweigen der Ichinomiya-Linie bzw. der Iwakura-Zweiglinie befand sich einst ein Depot mit acht Gleisen, das bis 1960 in Betrieb war.
Aus Rationalisierungsgründen stellte die Meitetsu im Jahr 1963 den Güterumschlag ein. Am 26. April 1964 legte sie die Iwakura-Zweiglinie still, am 25. April 1965 auch die Ichinomiya-Linie. Zwecks Kapazitätserweiterung begannen ein Jahrzehnt später umfangreiche Baumaßnahmen. Der Busbahnhof auf dem westlichen Bahnhofsvorplatz ging am 1. April 1980 in Betrieb, die West-Ost-Fußgängerpassage einen Tag darauf. Mit diesen Arbeiten verbunden war auch eine Neutrassierung der Gleise, die am 9. März 1985 abgeschlossen war. 2008 wurde eine Neugestaltung des östlichen Bahnhofsvorplatzes vorgenommen.